# حذیفة بن یمان

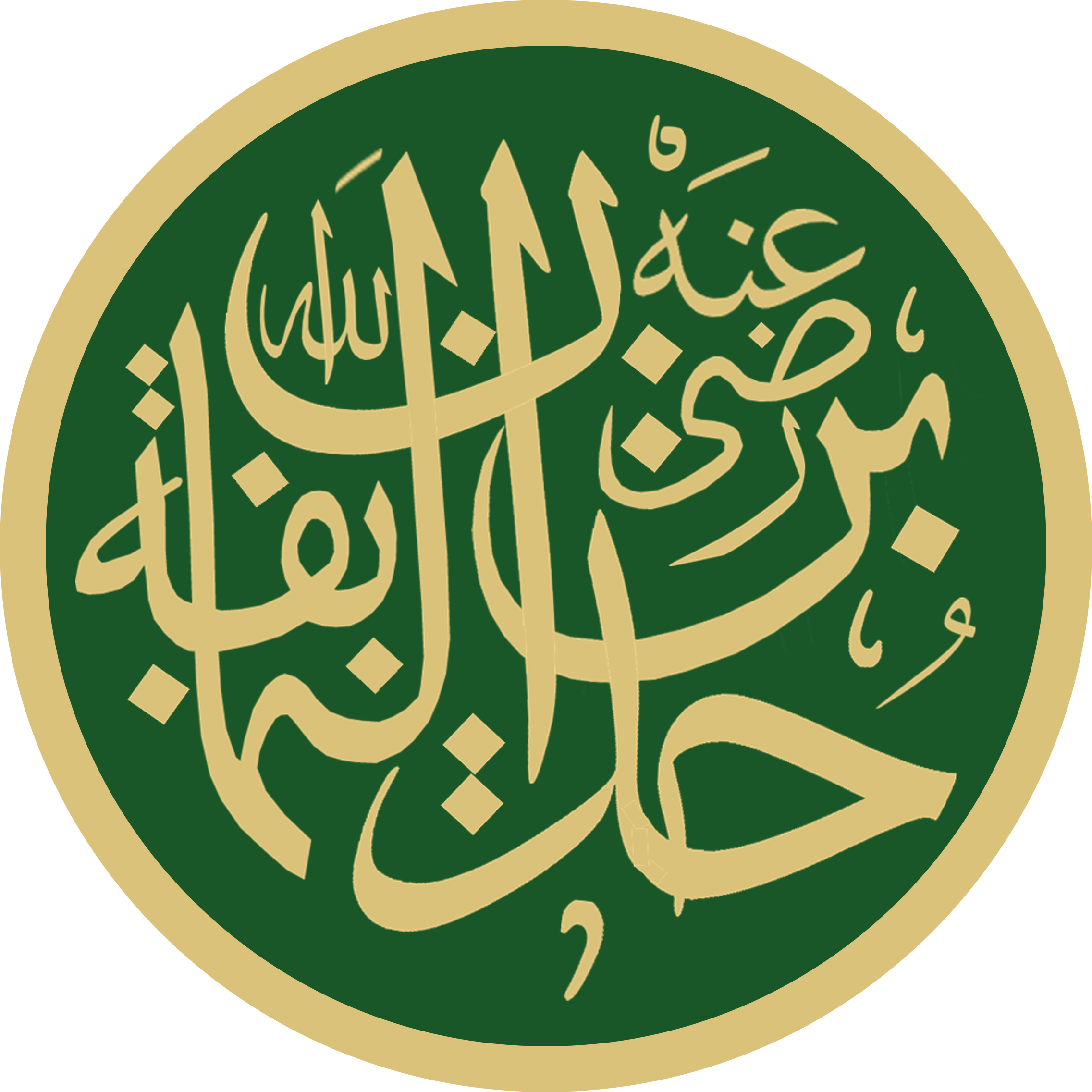
حُذیفه بن یمان

حُذیفه بن یمان معروف به صاحب سر الرسول(رازدار پیامبر) از اصحاب پیامبر اسلام محمد بن عبدالله و از شیعیان علی بن ابی طالب بود. وی چون با طایفه یمانی‌ها هم‌پیمان بود به یمانی معروف گردید.
وی که از مردم یمن و هم‌پیمان اوس بود، در احد و غزوات دیگر همراه محمد شرکت داشت. وی در شورای شبانه محله بنی بیاضه حضور داشت و از سرداران فتح ایران بود. و تا هنگام مرگ علی بن ابی طالب را رها نکرد.

## عقد اخوت
وی با عمار یاسر عقد اخوت و برادری خوانده بود.

## معروفیت
حذیفه در شناخت منافقان مشهور بود و اگر وی بر جنازه شخصی نماز نمی‌خواند مردم می‌فهمیدند شخص میت یک منافق بوده‌است.

## حکومت بر مدائن
حذیفه در اواخر دوران عثمان به پیشنهاد علی حکومت مدائن را قبول کرد و در زمان حکومت علی بن ابی طالب نیز در این مقام ماند.

## درگذشت
حذیفه در ۲۸ محرم سال ۳۶ هجری قمری همان ابتدای حکومت علی بن ابی طالب، (۴۰ روز بعد) درگذشت. هنگامی که حذیفه مرد در مکانی در نزدیکی سلمان فارسی که حدود ۲ کیلومتر از آن فاصله دارد، دفن شد که بر رودخانه دجله مشرف بود و در کنار عبدالله بن جابر انصاری قرار داشت.

## بازماندگان
شیخ عبدالله طرشتی دوریستی که یک بوستان در نزدیک میدان آزادی تهران به نام وی وجود دارد از نسل حذیفه است و خواجه نظام الملک طوسی به مجلس درس وی حاضر می‌شده‌است. تا قبل از حمله مغول یک تیره از دانشمندان اصلی منطقه ری و تهران که به خاندان دوریستی مشهور بوده‌اند، از نسل حذیفه بوده‌اند و بعد از حمله مغول و ویرانی ری، از این خاندان نامی باقی نمانده‌است.